# Майкотов, Адильбек
Адильбек Майкотов (1869—1919) — общественный деятель, один из борцов за установление Советской власти в Казахстане.

## Биография
Родился в ауле Сарышой Атбасарского уезда Акмолинской области.
В 1887 году окончил русско-казахское училище. Получил образование в Омской фельдшерской школе.
В 1905—1907 годы принимал активное участие в организации забастовок рабочих Атбасара. В 1916 году выступал против мобилизации казахской молодежи для тыловых работ, собрал вооруженный отряд на территории Улытау. В октябре 1916 года был арестован местными властями и заключен в тюрьму. В 1917 году освобожден. В феврале 1918 года на съезде Атбасарского уездного совета избран в состав уездного исполнительного комитета. Исполнял обязанности заместителя председателя Атбасарского уездного совета, работал заведующим отделом здравоохранения и ответственным работником казахского отдела.
Летом 1918 года после свержения Советской власти вел борьбу против Временного Сибирского правительства, отделов Алашорды, позднее — диктатуры Колчака.
Взят в плен в январе 1919 года и решением чрезвычайной комиссии правительства Колчака приговорен к расстрелу в числе других около 60-ти большевиков и активистов. Расстрелян в ночь на 20 июня 1919 года.
В ноябре 1920 года прах жертв июньского расстрела перенесен в братскую могилу, которая находится на центральной площади города Атбасара.

## Память
Его именем названы улицы в городах Астана, Атбасар, Акколь, Аркалык. В советское время в городе Атбасар установлен памятник Адильбеку Майкотову, который в настоящее время утерян.